# جفری مارسی
جفری مارسی (انگلیسی: Geoffrey Marcy؛ زادهٔ ۲۹ سپتامبر ۱۹۵۴) دانشمند در زمینه اخترشناسی و اخترفیزیک اهل ایالات متحده آمریکا است.
وی همچنین برندهٔ جوایزی همچون نشان هنری دراپر شده‌است.